# Lærlingeløn
Lærlingeløn er den løn, som en lærling modtager som betaling i løbet af sin læretid i stedet for elev-, praktik- eller studieløn eller SU. Lærlingelønnen gives for den arbejdsindsats i f.eks. en virksomhed, som lærlingen yder under læreforløbet.
Lærlingelønnen beskattes på lige fod med almindelig løn og andre indtægter.
| Økonomi | Spire Denne artikel om økonomi er en spire som bør udbygges. Du er velkommen til at hjælpe Wikipedia ved at udvide den. |